# Марк Юний Руф
Марк Юний Руф (лат. Marcus Iunius Rufus) — римский политический деятель второй половины I века.
Руф происходил из сословия всадников. В 94 году, во времена правления императора Домициана, он был назначен префектом Египта. Во время своего пребывания в Египте он женился на знатной гречанке Клавдии Капитолине, которая была дочерью астролога и ученого Тиберия Клавдия Бальбилла.
Руф был вторым мужем Капитолины. Первый муж Капитолины, представитель коммагенского царского рода, Гай Юлий Архелай Антиох Эпифан скончался в Афинах. Руф стал отчимом детей Капитолины: Гая Юлия Антиоха Эпифана Филопаппа и Юлии Бальбиллы. В 98 году, при императоре Траяне, Руф был смещен со своего поста.